# (10932) Rebentrost
(10932) Rebentrost (1998 DL1) – planetoida z pasa głównego asteroid okrążająca Słońce w ciągu 3,8 lat w średniej odległości 2,43 j.a. Odkryta 18 lutego 1998 roku.